# 인천병방초등학교
인천병방초등학교는 대한민국 인천광역시 계양구에 있는 공립 초등학교이다.

## 학교 연혁
- 1995년 9월 6일 개교
- 2001년 8월 31일 안산초등학교 분리
- 2007년 3월 1일 양촌초등학교 분리

## 참고 자료
- 인천병방초등학교 - 한국교육학술정보원 학교알리미